# Nebuzaradã
Nebuzaradã é um nome babilônico que significa "Nebo deu descendência".
Chefe da guarda pessoal e figura principal nas forças de Nabucodonosor II por ocasião da destruição de Jerusalém propriamente dita, foi ele quem, em 27 de agosto de 588 a.C., incendiou Jerusalém e destruiu o templo.
Parece que Nebuzaradã não estava presente durante o sítio inicial de Jerusalém e quando sofreu a brecha, porque foi cerca de um mês mais tarde que ele “veio a Jerusalém”, depois de o Rei Zedequias ter sido levado a Nabucodonosor II e ter sido cegado.
De fora da cidade, Nebuzaradã dirigiu as operações babilônicas de destruição da cidade, que começaram “no dia sétimo do mês” (o quinto mês, abe), e que incluíram o saque dos tesouros do templo, a demolição da muralha, lidar com os cativos e permitir que alguns dos mais humildes permanecessem ali. Três dias mais tarde, no dia dez do mês, parece que Nebuzaradã “entrou em Jerusalém”, e, depois duma inspeção, pôs fogo na casa de Jeová e reduziu a cidade a cinzas. Josefo observou que foi no mesmíssimo dia, no dia dez do quinto mês, em que o templo de Salomão foi queimado, que também o templo reconstruído de Herodes foi incendiado, em 70 d.C.
Nebuzaradã, às ordens de Nabucodonosor, libertou Jeremias e falou com ele bondosamente, deixando-o escolher o que queria fazer, oferecendo-se a cuidar dele e concedendo-lhe alguns suprimentos. Nebuzaradã foi também porta-voz do rei de Babilônia na designação de Gedalias como governador sobre os remanescentes ali.
Em 584 a.C., Nebuzaradã levou mais 745 judeus e israelenses para o exílio na Babilônia.